# 阿尔·费尔德斯坦

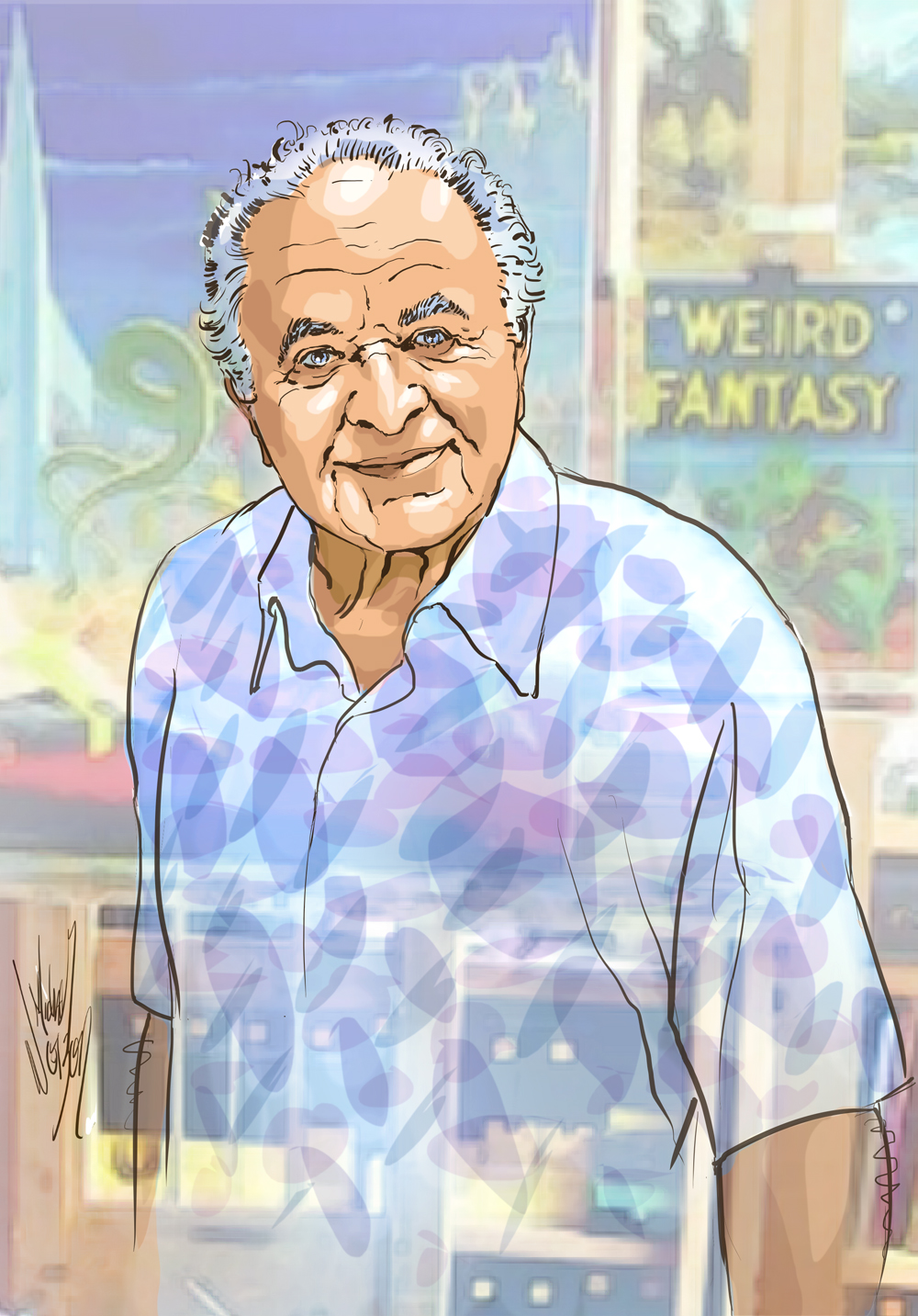
阿尔·费尔德斯坦

阿尔·费尔德斯坦（英語：Albert B. Feldstein，1925年10月24日—2014年4月29日）是一名美国作家、编辑和艺术家。他因EC漫画而闻名。1956年至1985年 ，他任职于《瘋狂雜誌》。
2014年4月29日，他去世于蒙塔纳州。